# Vene metatarsiale plantare
Venele metatarsiene plantare au un traseu retrograd către spațiile metatarsiene, colectează sângele de la venele digitale și comunică, prin intermediul unor vene perforante, cu venele dorsale ale piciorului și se unesc pentru a forma arcul venos plantar profund care se află lângă arcul arterial plantar. 

## Vezi și
- arc venos plantar